# 北海道北見方面の資格者配置路線
北海道北見方面の資格者配置路線（ほっかいどうきたみほうめんのしかくしゃはいちろせん）とは、交通誘導警備業務に関し、道路又は交通の状況により、北海道北見方面公安委員会が道路における危険を防止するため必要と認める路線である。当該路線で交通誘導警備業務を実施するにあたっては、交通誘導警備業務を実施する場所ごとに、交通誘導警備業務1級検定又は2級検定の合格証明書の交付を受けた警備員を1名以上配置しなければならない。

## 告示・施行
- 2006年12月1日：告示
- 2007年6月1日：施行
- 2015年6月1日：改正

## 路線一覧
|    | 路線名                | 区間                                   |
| -- | --------------------- | -------------------------------------- |
| 1  | 国道39号              | 北見方面に所在する警察署が管轄する地域 |
| 2  | 国道238号             | 北見方面に所在する警察署が管轄する地域 |
| 3  | 国道239号             | 北見方面に所在する警察署が管轄する地域 |
| 4  | 国道240号             | 北見方面に所在する警察署が管轄する地域 |
| 5  | 国道242号             | 北見方面に所在する警察署が管轄する地域 |
| 6  | 国道243号             | 北見方面に所在する警察署が管轄する地域 |
| 8  | 国道273号             | 北見方面に所在する警察署が管轄する地域 |
| 9  | 国道333号             | 北見方面に所在する警察署が管轄する地域 |
| 10 | 国道334号             | 北見方面に所在する警察署が管轄する地域 |
| 11 | 国道391号             | 北見方面に所在する警察署が管轄する地域 |
| 12 | 道道 北見常呂線       | 北見方面に所在する警察署が管轄する地域 |
| 13 | 道道 北見津別線       | 北見方面に所在する警察署が管轄する地域 |
| 14 | 道道 北見置戸線       | 北見方面に所在する警察署が管轄する地域 |
| 15 | 道道 津別陸別線       | 北見方面に所在する警察署が管轄する地域 |
| 16 | 道道 士別滝の上線     | 北見方面に所在する警察署が管轄する地域 |
| 17 | 道道 本別留辺蘂線     | 北見方面に所在する警察署が管轄する地域 |
| 18 | 道道 網走川湯線       | 北見方面に所在する警察署が管轄する地域 |
| 19 | 道道 留辺蘂浜佐呂間線 | 北見方面に所在する警察署が管轄する地域 |
| 20 | 道道 網走端野線       | 北見方面に所在する警察署が管轄する地域 |
| 21 | 道道 北見端野美幌線   | 北見方面に所在する警察署が管轄する地域 |
| 22 | 道道 北見白糠線       | 北見方面に所在する警察署が管轄する地域 |
| 23 | 道道 紋別丸瀬布線     | 北見方面に所在する警察署が管轄する地域 |
| 24 | 道道 摩周湖斜里線     | 北見方面に所在する警察署が管轄する地域 |